# Angelika Niebler
Angelika Niebler (Monaco di Baviera, 18 febbraio 1963) è una politica e avvocato tedesca, membro dell'Unione Cristiano-Sociale ed europarlamentare per la Germania dal 1999.

## Biografia
Nata a Monaco di Baviera, la Niebler frequentò l'Università Ludwig Maximilian di Monaco e l'Università di Ginevra, laureandosi in legge; dal 1991 esercita la professione di avvocato.
Entrata in politica con l'Unione Cristiano-Sociale, alle elezioni del 1999 venne eletta al Parlamento europeo per la circoscrizione dell'Alta Baviera, venendo riconfermata alle europee del 2004 e a quelle del 2009. Appartenente al gruppo del Partito Popolare Europeo, la Niebler è stata presidente della commissione per l'Industria, la Ricerca e l'Energia e della delegazione per i rapporti con la penisola araba.
Dal 2000 è anche membro del consiglio di amministrazione di ZDF, il secondo canale televisivo della Germania.